# Schubnelite
La schubnelite è un minerale.